# Фэнтезийный фильм

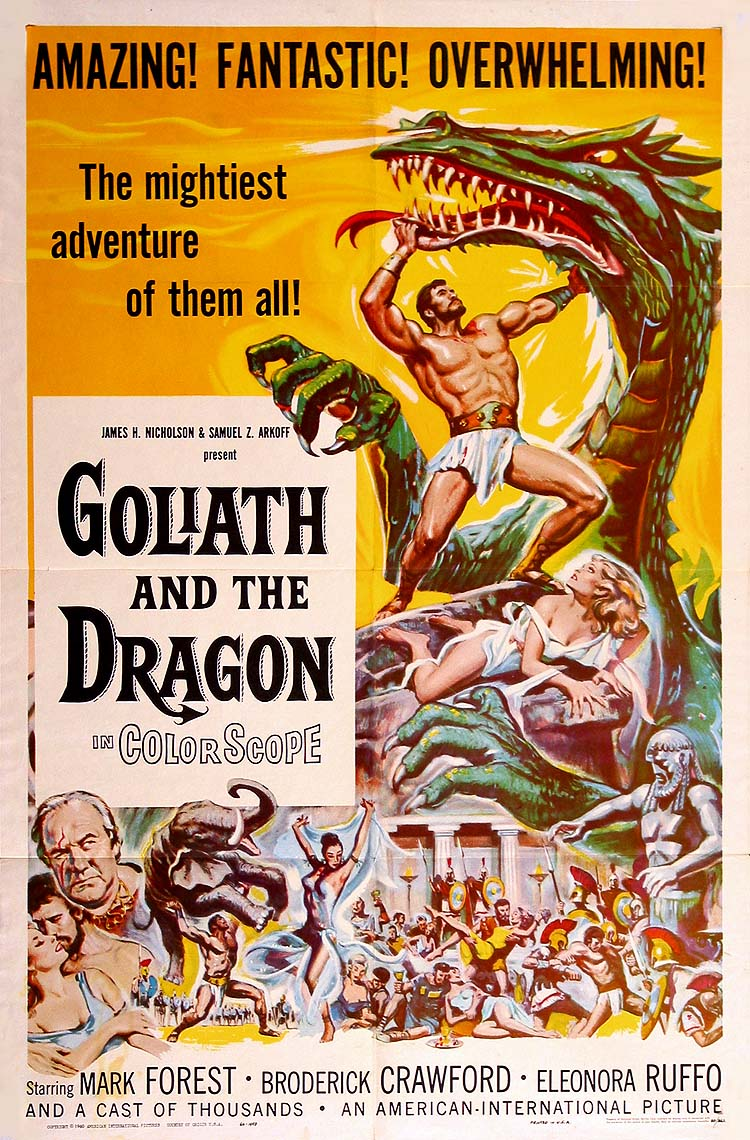
Постер фильма, 1960 год

Фэнтезийный фильм — кинематографический жанр, разновидность кинофантастики, в котором присутствуют фантастические и не объясняемые с точки зрения науки явления, а также нарушаются законы физики и реальной вселенной. К жанру фэнтези относятся фильмы, как правило основанные на сказках и древних мифах, или которые показывают вселенные, вдохновлённые традиционными фольклором и легендами. Главная характеристика фэнтези — наличие в сюжете магии, мистики, присутствие волшебных мифических существ — фей, драконов, призраков, вампиров, оборотней и др. Заглавные персонажи фэнтези представлены архетипическими образами, такими как рыцари, пираты, короли и т. д.
Фэнтези, как отдельный киножанр, был утверждён относительно недавно, к концу 2000-х годов вместе с выходом знаменитых фэнтезийных франшиз — «Властелина колец» и «Гарри Поттера». До этого он воспринимался, как некий зонтичный термин, объединявший несколько малосвязанных киножанров, например, фильмы типа «Меч и колдовство» или экранизации детских сказок. Фэнтези, как подвид кинофантастики, тесно связан с научной фантастикой и жанром ужасов. Многие фильмы сочетают не один, а два или даже три поджанра, например, фильмы о призраках, вампирах или оборотнях (фэнтези и ужасы) или космическая опера/научное фэнтези (фэнтези и научная фантастика).
Жанр фэнтези процветает в мультипликации, так как фэнтезийные элементы легче воплощать в анимации, чем в игровых художественных кинофильмах с живыми актёрами, особенно во времена до использования компьютерной графики.

## Определение
Под фэнтези понимается наличие в фильме фантастических и мистических элементов, не возможных в реальной жизни. Часто в фэнтези-фильмах нарушаются законы физики или появляются мифические существа. Такие фильмы могут быть эскапистскими, в этом члучае основное место действия происходит в оригинальной вселенной или иной реальности. В фэнтези-фильмах фигурируют магия/оккультизм, волшебные создания, трансформация.
Фильмы в жанре фэнтези часто затрагивают тему попаданцев в другой/скрытый мир, как например это было в «Волшебниках страны Оз», «Хрониках Нарнии» или «Гарри Поттере». Как правило такие попаданцы сознательно сбегают от скучной или угнетающей реальности. По мере развития сюжета такой герой или героиня проходят через личностный рост и эмоциональное созревание, чтобы в конце вернуться в реальность и справиться с проблемами. Таким образом многие фэнтези-фильмы в той или иной форме воплощают теорию Зигмунда Фрейда о побеге от реальности, как способе подавить и справиться с травмирующими воспоминаниями. Данный жанровый троп можно проследить ещё в традиционных сказках.
Фэнтези — относительно новое определение киножанра, устоявшееся к концу 2000-х годов на фоне выхода «Властелина Колец», «Гарри Поттера» и последовавших за ними многочисленных лент о магии. В 1990-е годы под фэнтези по умолчанию понимался поджанр «меч и колдовство». Хотя задолго до этого выпускались фильмы, которые можно определить, как фэнтези, они определялись просто как фантастические фильмы. Тем не менее речь шла о довольно разрозненных по жанрам лентах, это мог быть как мистический ужас, так и фильм-сказка. Если другие популярные кино-жанры, такие как sci-fi или ужасы сформировались вместе с развитием кинематографа в последний век, то фэнтези часто обращалось к литературным источникам, созданным ещё до эпохи кинематографа. В частности западное фэнтези чаще всего экранизировали западную фантастическую литературу, написанную в XIX веке и позже, хотя киноделы также могли обращаться к средневековой или древнегреческой литературе.
Под фэнтези попадают все явления и события, невозможные и противоречащие известным законам вселенной. Проблема однако заключается в том, что это также одна из главных черт научной фантастики. Долгое время не существовало консенсуса, что можно считать фэнтези, а что — научной фантастикой. Сегодня оба этих жанра разделяют с помощью устоявшихся сюжетных стереотипов. Если Sci-fi объясняет фантастические явления технологиями будущего, внеземными формами жизни, экспериментами, то фэнтези либо демонстрируют явления, не поддающиеся научному объяснению в рамках конкретной вселенной или вдохновляется фантастическими элементами из сказок, легенд, мифологии, как нереальными (магия, волшебные существа), так и реальными (короли, рыцари итд.). Например Звёздные Войны сочетают в себе как научную фантастику (космические полёты), так и фэнтези (рыцари-джедаи, концепция силы). Существует множество фильмов, где пересекаются жанры Sci-fi, фэнтези и ужасов. Например было снято множество фильмов в жанре мистического/сверхъестественного ужаса. Или фильмы о супергероях могут одновременно затрагивать темы фэнтези и Sci-fi.
Вышеописанное касается прежде всего западных фильмов, так как это понятие относительно и может различаться в разных культурах. Например в болливудских фильмах-боевиках ради зрелищности свойственно намеренно гиперболизировать многие события и сражения настолько, что они могут нарушать здравый смысл и законы физики. Тем не менее это характерная черта индийских фильмов и не считается фантастикой. Под фэнтези в этой стране понимаются фильмы, созданные по мотивам индийских легенд и сказок и происходящие в древнем сеттинге, например «Бахубали».
Относительно жанра фэнтэзи существует стереотип, что это фильмы-сказки, сделанные для детей. Тем не менее это зонтичной термин, определяющий наличие в фильме фантастических или мистических явлений, не возможных в реальности. Фэнтези-фильмы могут быть жестокими и мрачными. Часто фэнтези-фильмы совмещают другие киножанры, например комедию или мюзикл. Данный жанр особенно часто пересекается с научной фантастикой или ужасом.

### Подвиды фэнтези
- Эпическое фэнтези или высшее фэнтези — действие в таких лентах происходит в сеттинге, вдохновлённом как правило европейским средневековьем. Эти миры населяют волшебные существа — драконы, эльфы, гномы итд. Истории выделяются масштабностью, глобальными событиями. Благородные герои сражаются со злом. Самый характерный пример — трилогия «Властелина Колец», хотя первым фильмом такого жанра принято считать «Нибелунги».
- Меч и колдовство или Sword & Sorcery — другой основной вид фэнтези, с высшим фэнтези его роднит сеттинг, вдохновлённый средневековьем, однако в других моментах есть и явные отличия. Сюжеты в таких фильмах более приземлённые, сосредотачиваясь на похождениях главного героя, сражающегося с врагами и нечистой силой. Самый известный пример — приключения Конана-Варвара. S&S как киножанр сформировался в 1980-е года вместе в конвейерным выпуском низкобюджетных фильмов. В противовес высшему фэнтези, он выделяется своей жестокостью, наличием эротики. Персонажи полуоголённые, сексуализированные, их псевдоисторические костюмы вдохновлены рок-эстетикой.
- Пеплум — жанр, в котором воссоздаются события древности, сами по себе эти фильмы не обязательно фантастические, однако часто туда вводятся фантастические элементы, мифические создания и монстры для придания большей зрелищности. Пеплумы также могут повествовать о подвигах древнегреческих богов. Такие истории приобретают черты эпического фэнтези, но в древнегреческом/римском сеттинге.
- Фильм-сказка — фильмы, созданные как правило по мотивам детских сказок и произведений. Часто они являются мюзиклами. Такие фильмы создавались прежде всего для детской аудитории и их главными героями становились дети. Расцвет жанра пришёлся на 1960-е годы как на Западе, так и в СССР.
- Тёмное фэнтези — отдельное широкое направление в связке фэнтези с ужасами. Основная тема таких фильмах — передать антураж ужаса и страха перед чем то неизведанным и сверхъестественным. Чаще всего это фильмы об оккультизме и злых созданиях, охотящихся на людей — призраках, вампирах, оборотнях, демонах итд. Например широко известной стала серия фильмов 30-х — 50-х годов от Universal, подарившая знаменитые образы монстров Дракулы, Мумии, Человека-Невидимки, твари из чёрной лагуны итд. Один из подвидов жанра — мистика.
- Научное фэнтези — направление в фэнтези, в котором объединяются элементы из научной фантастики. Часто такие фильмы происходят в альтернативной реальности. Технологии могут сочетаться с магией, телепатией, явлениями, не поддающимися научному объяснению. Это например фильмы о супергероях, фильмы о гигантских монстрах, космические оперы. Характерный пример — «Звёздные Войны».

## История

### Немое кино

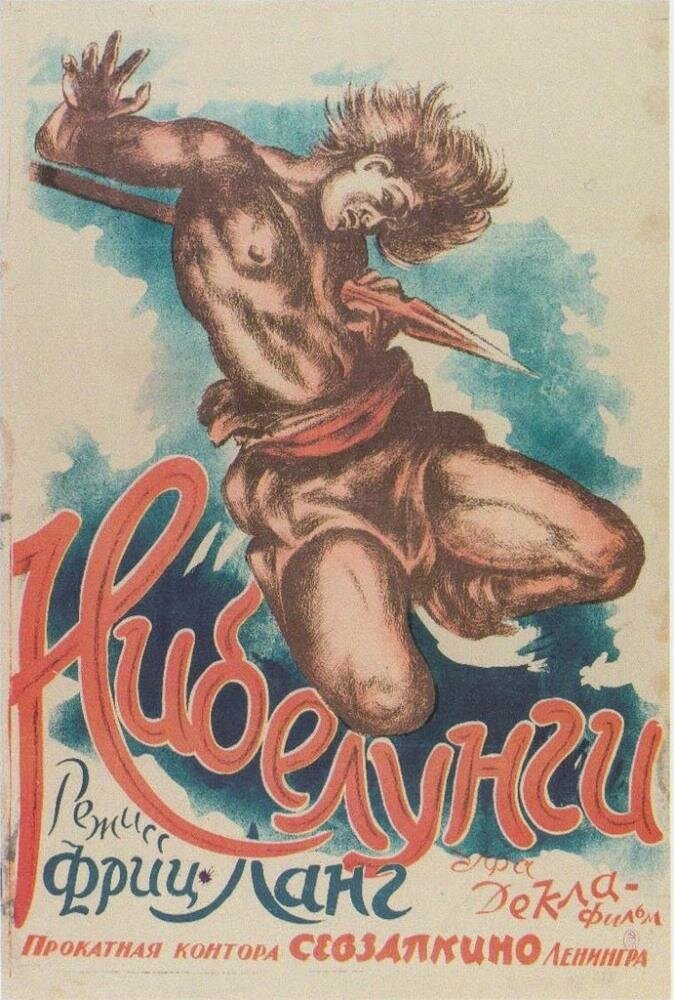
Постер фильма «Нибелунги», раннего образца эпического фэнтези

Фильмы жанра фэнтези, наряду с научной фантастикой неразрывно связаны с зарождением кинематографа, так как спецэффекты позволяли демонстрировать события, не возможные в реальной жизни. В эпоху немого кино, фэнтези-фильмы в основном продолжали создаваться, как короткометражные сказки в стиле работ Мельеса. Эти фильмы смотрели прежде всего ради спец-эффектов ещё тогда неискушённые зрители. Самой первой задокументированной фэнтези-лентой стала короткометражка Капустная фея 1896 года выпуска. Один из самых первых известных фэнтези-фильмов в истории — «Золушка» был снят Жоржом Мельесом. Данный режиссёр признан отцом фантастического кино. Опыт работы в театральных постановках позволил ему разработать первые для фильма спецэффекты.
Полнометражные фэнтези-ленты начали создаваться в Европе, в частности самой первой полнометражной фэнтези-лентой стал итальянский фильм «Ад» — экранизация божественной комедии. В Швеции, в 1920 году вышел мистический фильм «Возница». Немецкий фильм «Нибелунги» Фрица Ланга стал первым в истории эпическим фантастическим фильмом. Многие элементы, впервые появившиеся в этом фильме будут использоваться например во «Властелине Колец» или «Гарри Поттере». В то время, как в Европе, в частности в Германии начал развиваться киножанр сверхъестественных ужасов, то фильмы о привидениях в США чаще всего были комедиями. Американский фильм «Багдатский Вор» (1924) — стал первой экранизацией сказки из сборника «тысячи и одной ночи». В фильме применялись передовые спецэффекты для того времени, позаимствованные в том числе у немецких экспрессионистских фильмов. Другой знаковый фильм той эпохи — «Носферату» стал первым из множественных фильмов о вампирах и задаст направление в развитии фильмов жанра фэнтезийного/мистического ужаса. Сам жанр ужаса зарождался вместе с фэнтези, изображая ленты с монстрами или призраками.

### 1930-е — 1950-е годы, ранний период

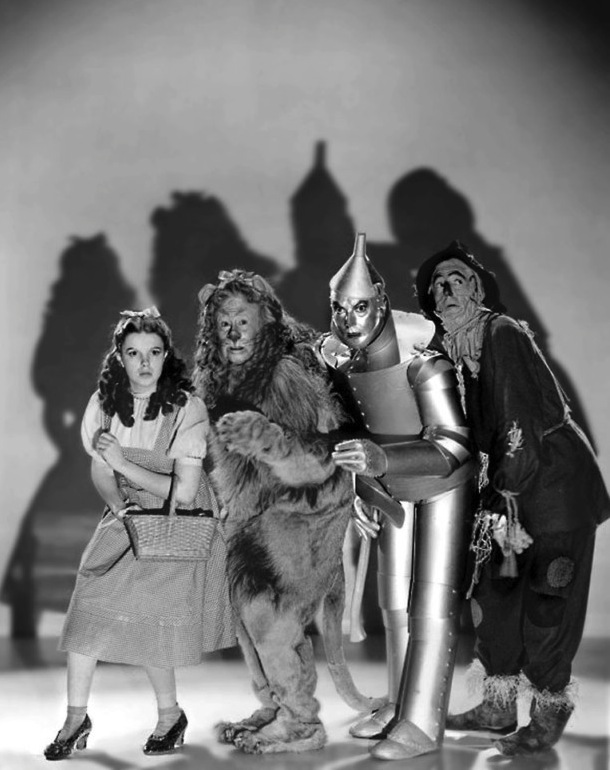
Главные персонажи «Волшебников страны Оз»

В 1930-е годам, с появлением звука в кино, в США начал процветать жанр сверхъестественных ужасов, хотя эти фильмы по прежнему не были столь мрачными, как немецкие ужасы. Именно в это время были выпущены культовые киноленты от Universal Studios «Дракула» и «Франкенштейн». Появляются фильмы-ужасы с оборотнями и мумией — монстрами, ставшими традиционными для западного кинематографа. Считается также, что «Франкенштейн» стал одной из первых лент, объединивших в себе как фэнтези с ужасами, так и научную фантастику. Кинематограф того времени переизобрёл фэнтези, значительно повысив интерес к нему у публики. В США стали выпускаться фантастические журналы для взрослых, чьи истории повторяли кинотропы, а не вдохновлялись классической литературой. К 1940-м годам комиксы стали настолько популярными, чтобы уже они начали оказывать влияние на кинематограф. В этот период начали появляться первые экранизации супергероев, однако ещё на протяжении нескольких десятилетий супергероика будет относиться к разряду низкосортной фантастики. Так как фэнтези и научная фантастика развивались параллельно в кинематографе, между ними часто стиралась грань, как например в фильмах о монстрах, в частности в «Кинг Конге» (1933).
В 1937 году компания Уолта Диснея выпустила культовый мультфильм «Белоснежка и Семь Гномов», заложив начало вековой франшизе по выпуску анимационных сказочных мультфильмов-мюзиклов и позволяя стать Disney одним из доминирующих игроков в кинематографе. Позже студия выпустит другие знаковые ленты, такие как например — «Пиноккио» (1940) или «Питер Пен» (1953). На волне успеха «Белоснежки», Metro-Goldwyn-Mayer выпустила фильм «Волшебник Страны Оз», выделяющийся своим высоким бюджетом и качественными спецэффектами для того времени. Фэнтези-мюзикл, как киножанр переймёт Индия, выпустив множество блокбастеров в следующие десятилетия. «Волшебник страны Оз» будет признан одной их самых влиятельных американских кинолент в истории. В 30-е и 40-е года популярностью пользуются комедийные фильмы о призраках, которые выступают отдельными персонажами. Например комедия «Топпер» (1937). В период второй мировой войны, в американском кинематографе в фильмах фэнтези доминировала тема призраков и ангелов. Часто такие фильмы затрагивали жизнь после смерти, надежду и расставание влюблённых из-за смерти (часто из-за войны). Позже такой жанр назовут «Film Blanc» в противовес мрачному нуару. Считается, что в этот период был сформирован архетип дружелюбного потустороннего существа, который станет прообразом для фильмов с дружелюбными пришельцами-попаданцами.
В Европе режиссёры более смело экспериментировали фэнтези-жанром и использовали кинематограф, чтобы наоборот бросать вызов традициям и общественным ожиданиям. В 1941 году в Италии вышел эпический фэнтезийный боевик «Железная корона». Данный фильм для своего времени выделялся своей жестокостью и эротическими сценами — чертами, которые предопределят жанр меч и колдовство, а также оказал важное влияние на популяризацию жанра пеплум за пределами Италии. Другой успешный фильм Жана Кокто «Красавица и Чудовище» во многом вдохновлён авангардом. Многие европейские фэнтези-фильмы деконструировали популярные сюжетные тропы, наполняя их сюрреализмом, нарушением законов физики, а их сюжет скрывал критику религии, классов, консервативных ценностей и даже иногда заигрывал с эротикой, вызывая гневную реакцию у общественности. В США жанр сюрреализма не стал успешным, например в 1953 году под влиянием этого жанра был выпущен фильм «5000 пальцев доктора Т.», где весь сюжет завязан на кошмарном сне ребёнка. Фильм однако не сыскал успеха.
Отдельно жанр фэнтези развивался в советской кинематографии. Например Александр Роу в период с 30-х по 70-х годов прошлого века выпускал фильмы по мотивам русских и не только народных сказок, среди которых например «Конёк-Горбунок» (1941) или «Тайна горного озера» (1954).

### 1950-е — 1970-е годы, эпоха пеплумов и детского кино
В 1950-е и 1960-е фэнтези для взрослых было связано в основном с фильмами, смешивающими элементы фэнтези и авангарда, например «Седьмая печать» (1957), где рыцарь чтобы спасти свою жизнь бросает вызов самому богу смерти. Такие фильмы-шедевры, как «Сказки туманной луны после дождя» (1953) японского режиссёра Кэндзи Мидзогути или итальянский фильм «Восемь с половиной» (1963) режиссёра Федерико Феллини сочетали традиционные элементы фэнтези, сосуществующие с реализмом. Данные киноленты будут считаться ранними примерами магического реализма в кино. Тем не менее в мейнстримом американском кинематографе интерес к фэнтези угасает, так на фоне космической гонки происходит наоборот расцвет научной фантастики, фильмов о пришельцах. Фэнтези присутствовало в других киножанрах или как отдельные элементы в научно-фантастических лентах, например в фильмах о монстрах.

Плакат к фильму «Морозко», 1964 год. Фэнтези-фильмы в середине XX века создаются в основном для детей

В 1950-е и 1970-е года жанр фэнтези утвердился среди (мульт)фильмов-сказок для детей и семьи, которые выпускались как в США, так и в СССР. В 1950-е годы Disney выпустила множество своих знаменитых лент — «Золушка» (1950), «Алиса в Стране чудес» (1951), «Питер Пэн» (1953) и «Спящая Красавица» (1959). В это же десятилетие Сюзмультфильм выпускал свои полнометражные мультфильмы по мотивам сказок, самые известные из которых — «Сказка о рыбаке и рыбке» (1950), «Двенадцать месяцев» (1956) или «Снежная королева» (1957). В 1964 году Disney выпустила крайне успешный фильм-мюзикл о волшебной няне «Мэри Поппинс» (1964), задавая моду на выпуск сказочных фильмов с участием живых актёров. Успешными также стали «Пиф-паф ой-ой-ой» (1968) или «Вилли Вонка и шоколадная фабрика» (1971). Эту волну подхватил и Советский Союз, выпустив в тот же период такие культовые ленты, как например «Сказка о потерянном времени» (1964) или «Королевство кривых зеркал», (1963). Так как большинство кассовых фэнтези-лент той эпохи было либо связано с мюзиклами, либо с мультфильмами, фэнтези начало ассоциироваться с «детским кино», тем не менее определённой популярностью стали пользоваться фэнтезийные комедии для взрослых, высмеивающие жанровые тропы. Самой известной такой лентой стала сатира «Монти Пайтон и Священный Грааль» (1975).
Фэнтези начало процветать в пеплум-фильмах, хотя данный жанр возник в Италии ещё в эпоху немого кино, он приобрёл мировую популярность в середине XX века. Основная тема жанра — воссоздание событий и сражений древности, чаще всего античности и библейских времён, однако часто ради зрелищности сценаристы допускали вольные интерпретации, добавляли фантастические элементы или вовсе создавали вымышленные истории. Многие пеплум-фильмы пересказывали легенды о греческих или римских богах. Самая знаменитая серия итальянских фильмов-пеплумов рассказывала о подвигах Геракла, который в многочисленных фильмах, выходивших с 1957 по 1965 года разгромил заговор обитателей Атлантиды против человечества, совершил путешествие к центру Земли, сверг тиранию в Вавилоне и победил Молоха".
В середине 1970-х годов на фоне политического кризиса в США интерес к фантастике в целом ослаблен. Фантастика также развивалась в составе фильмов ужасов. В это время вышло несколько культовых фильмов жанра мистического ужаса, например «Изгоняющий дьявола» (1973), где зло выступало метафорой семейных проблем и критики американской модели идеальной семьи. Продолжали выпускаться низкобюджетные фильмы о вампирах, но чаще всего это были экспериментальные ленты в попытке переосмыслить жанр. В 1970-е годы были выпущены ряд эротических, часто лесбийских лент с участием этих существ, например «Дочери тьмы» (1971) или «Дрожь вампиров» (1971). Переходный момент для фэнтези настал с выходом «Звёздных Войн» Джорджа Лукаса. Данный фильм объединял элементы, свойственные как научной фантастике (технологии, космическое перелёты, пришельцы), так и фэнтези (джедаи-рыцари, бои на мечах, концепция силы).

### 1980-е — 1990-е годы, восход жанра
В 1980-е года произошёл расцвет поджанра фэнтези меч и колдовство для взрослой аудитории. Только в 1981 году вышли «Победитель дракона», «Экскалибур», «Битва титанов» и «Конан-варвар» с Арнольдом Шварцнегером в главной роли. Также успешными стали «Уиллоу» (1988), «Легенда» (1985) или «Леди-ястреб» (1985). Действие всех этих фильмов происходит в сеттинге, вдохновлённом древностью или средневековьем. Это истории о героях-воинах, магии и борьбе добра со злом. Фильмы данного жанра как правило были низкобюджетными и привлекали зрителей взрослыми темами — жестокостью, обилием крови и эротикой. Тем не менее интерес к фильмам подобного жанра угасл к 1990-м годам и их производство прекратилось из-за серии кассовых провалов. Успешным также становится фильм «Бесконечная история», созданный для более молодой аудитории. Визуальным шедевром был призван кукольный мультфильм «Тёмный кристалл» (1982).

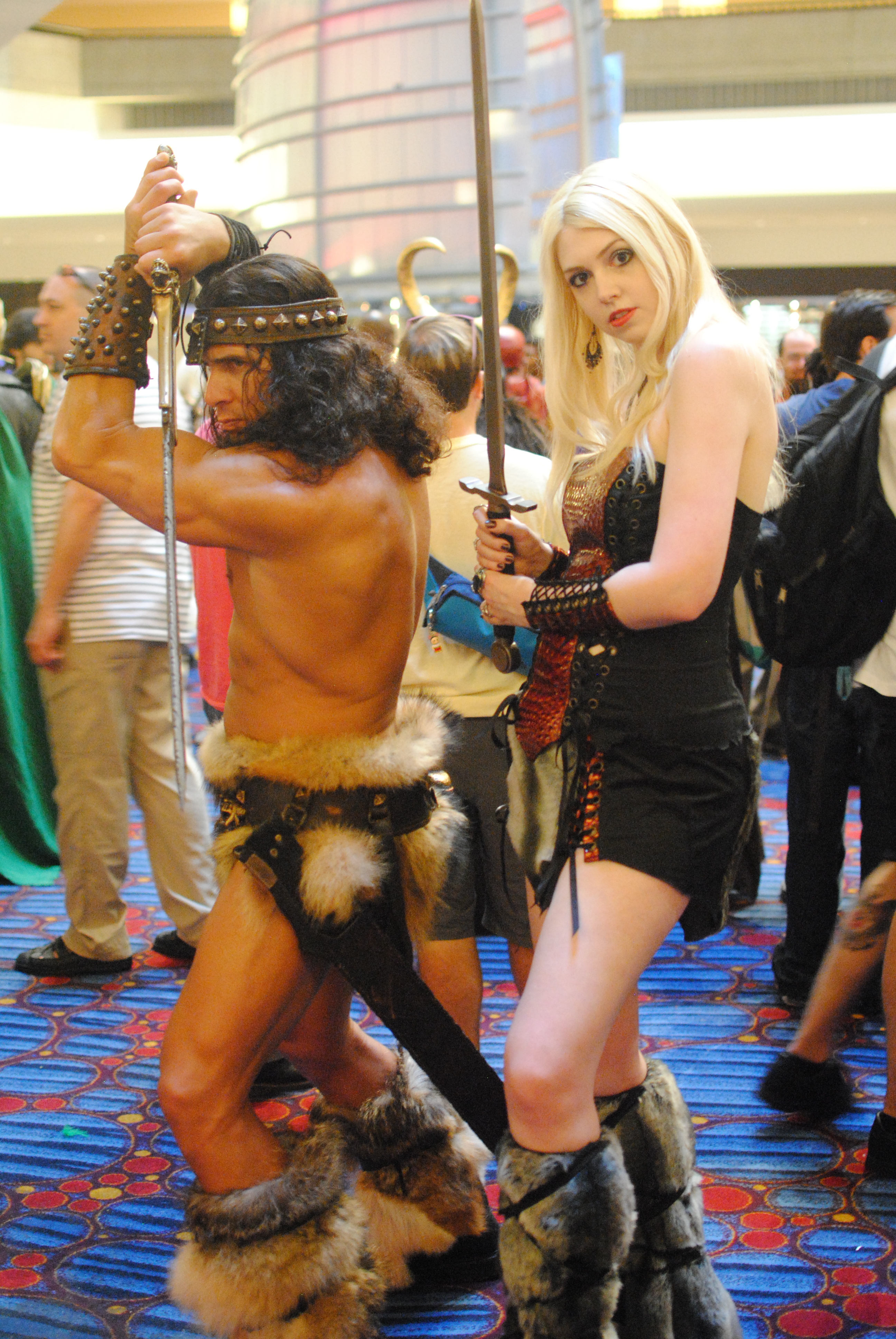
Косплей «Конана-Варвара», фильмы жанра «меч и колдовство» пользуются особой популярностью в 1980-е года

В 1980-е и 1990-е года в США вернулся тренд на выпуск романтических, драматических или комедийных фильмов о призраках, такие как например «Весь я» (1984) или «Привидение», где призраки — не источник ужаса, а причина драматических дилемм, идентичности или отношений. В 1980-е года своё режиссёрское восхождение начал Тим Бёртон, совмещая в своих лентах элементы фэнтези и готического ужаса. Его успешной лентой стал фильм «Эдвард Руки-Ножницы». В будущем Бёртон выпустит ряд анимационных лент в схожей эстетике, например «Кошмар перед Рождеством» или «Труп Невесты». В 1988 году вышел уникальный в своём роде фильм «Кто подставил кролика Роджерса», объединяющий живую съёмку с анимацией, демонстрируя мир, в котором сожительствуют люди и персонажи мультфильмов.
В 1980-е также возродился интерес к жанру фантастического ужаса, пережившего свой первый расцвет в 20-е и 30-е года прошлого века. Усовершенствованная техника спецэффектов привела к буму фильмов об оборотнях, таких как например «Вой» (1981) или «Американский оборотень в Лондоне» (1987). В это же время стало выпускаться множество фильмов о вампирах — образ вампира Брэма Стокера переосмысливался в сторону экшена и боевика. Кровососы например изображались в образе неформалов (Пропащие ребята, 1987) или попадали в сеттинг дикого запада (Почти полная тьма, 1987). В 1990-е годы наоборот возрос интерес к классическому образу вампиров, например в «Интервью с вампиром» (1994) или «Дракуле» (1992). В 1980-е и 1990-е рынок оказался перенасыщен низкобюджетными фэнтезийными фильмами ужасов.
В 1981 году вышел фильм «Индиана Джонс: В поисках утраченного ковчега», ставший одним из самых успешных приключенческих фэнтези в истории кинематографа и ранним примером высокобюджетного фантастического блокбастера для семейной аудитории. Вскоре к фильму стали выходить успешные сиквелы, положив начало новой франшизе.
В 1980-е и 1990-е годы значительная часть успешных фэнтези-лент являлись анимационными работами. В этот период Disney выпустила множество культовых лент, таких как например «Русалочка» (1989), «Красавица и Чудовище» (1991), «Алладин» (1992) или «Геркулес» (1997). На международном рынке также утверждила себя японская анимация, в частности большим успехом пользовались ленты Хаяо Миядзаки — «Мой сосед Тоторо» (1988) или «Принцесса Мононоке» (1997). На международном рынке успех завоевали аниме-сериалы, например «Рубаки» или «Берсерк». В 1995 году студией Pixar был выпущен первый в истории полнометражный мультфильм с компьютерной анимацией — «История Игрушек», повествующий об оживших игрушках и который стал поворотным в истории американской мультипликации.
В 1990-е годы самыми знаковыми фэнтезийными лентами стали «Одиссея» (1997), сериалы «Удивительные странствия Геракла» (1995—1999) и «Зена — королева воинов» (1995—2001). Фэнтезийные фильмы того времени в основном касались сказок и мифологии.

### 2000-е годы, золотая эпоха
Стремительное развитие компьютерной графики в конце 1990-х годов отныне позволяло прибегать к куда более реалистичным и масштабным спецэффектам. Это стало переломным моментом для жанра фэнтези. Именно в 2000-е года вышли такие культовые франшизы, как «Гарри Поттер», «Властелин Колец», «Хроники Нарнии» или «Пираты карибского моря». Фэнтези-фильмы стали составлять значительную часть списка самых успешных блокбастеров.

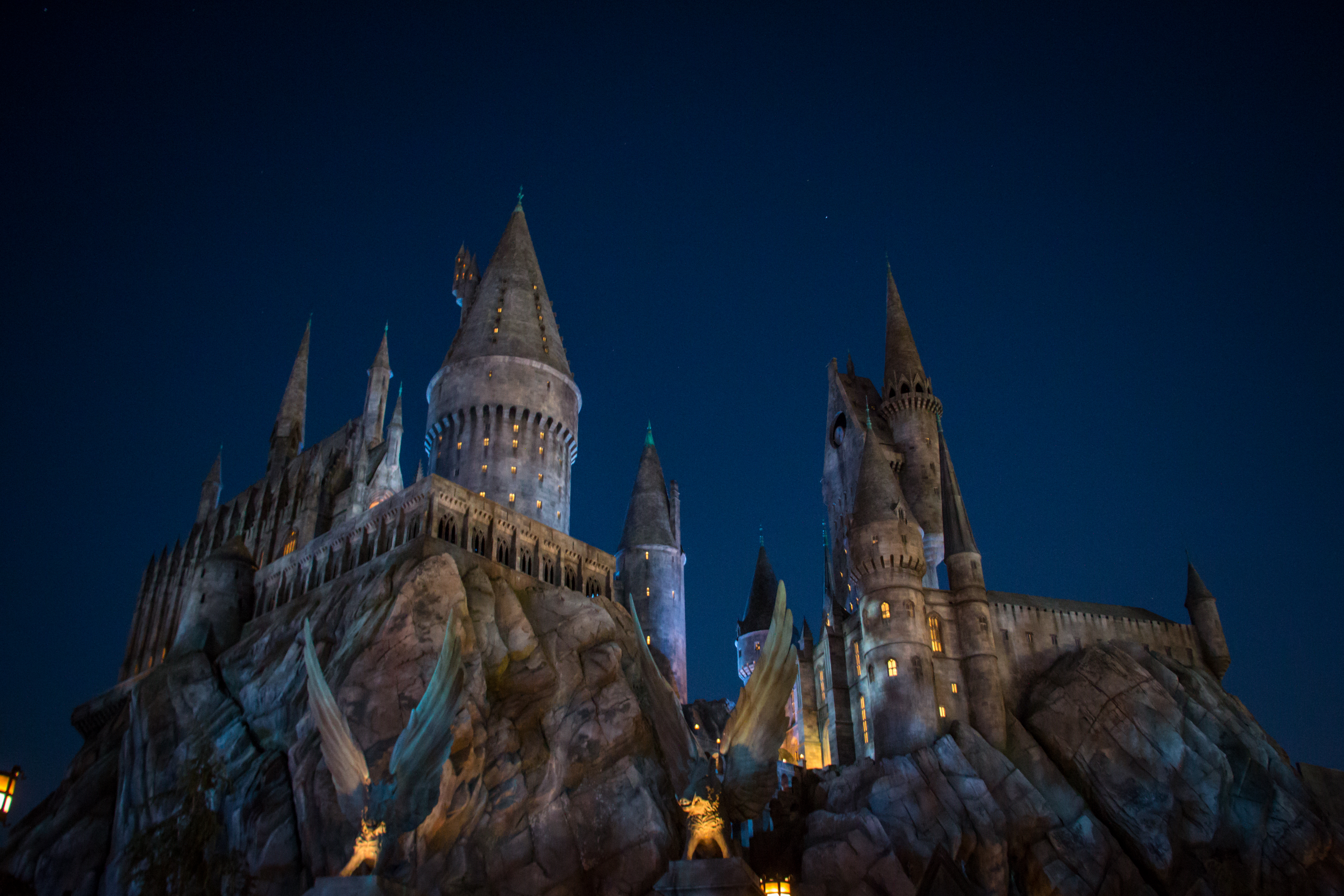
Макет Хогвардса из «Гарри Поттера»

Хотя фэнтези в кинематографе продолжало развиваться в течение всего XX века, ни один фэнтезийный фильм не сумел попасть в десятку самых кассовых фильмов со времён «Волшебников страны Оз» 1939 года. Ситуация кардинально поменялась, когда в 2001 году с разницей в месяц вышли два фильма из двух самых влиятельных фэнтезийных франшиз всех времён — «Гарри Поттер и Философский камень» и «Властелин колец: Братство кольца». Первый фильм собрал более 300 миллионов долларов, а трилогия «Властелина Колец» — около миллиарда. Оба этих фильма стали культурным феноменом, положив начало самым знаменитым фэнтезийным кинофраншизам и предзнаменовав начало золотой эпохи в фэнтезийном кинематографе. «Гарри Поттер» породил собственный жанр о скрытом обществе волшебников с уникальной эстетикой, породив свою крупную фанатскую базу. «Властелин Колец» возродил интерес к классическому эпическому фэнтези в кино и положил начало франшизе — трилогии «Хоббита» в 2010-х годах и одноимённому сериалу от Amazon (2022).
В 2000-е годы вышли другие успешные фэнтезийные киноленты и кинофраншизы, например «Питер Пэн» (2003), «Хроники Нарнии» (2005—2010), «Золотой компас» (2007), «Лабиринт фавна» (2006), Мост в Терабитию (2007), «Эрагон» (2006), «Чернильное сердце» (2008), «Мой домашний динозавр» (2007), «Беовульф» (2007) и другие. Фильм «300 спартанцев» (2006) переосмысливал жанр пеплума, объединяя его с нуаром. Фильм «Братья Гримм» (2005) деконструировал сказочные тропы. Отдельным культурным феноменом стала кинофраншиза «Пираты Карибского моря», совмещающая тему пиратов с морской мифологией. Данные фильмы возродили интерес к пиратской тематике в кино.
Успех «Индианы Джонса» в свою очередь сформировал отдельное направление в кинофэнтези — эпический приключенческий боевик о расхищении гробниц. Выпущенный в 1999 году фильм «Мумия» породил новую франшизу и переосмыслил образ мумии — одного из классических монстров. После успеха фильмы, были выпущены «Мумия возвращается» (2001), «Царь Скорпионов» (2003). В фильме «Мумия: Гробница императора драконов», сеттинг был перенесён в Китай. Параллельно вышли два успешных и схожих по жанру фильма — «Лара Крофт: Расхитительница гробниц» (2001) и её сиквел. Голливуд также адаптировал в приключенческий боевик жанр готических ужасов, прежде существовавший только в низкобюджетных фильмах. Так вышли фильмы «Ван Хельсинг» (2004), франшиза «Другой Мир» о противостоянии оборотней и вампиров или трилогия «Блейд». Фильм о «Хеллбое» (2004) представлял собой необычный взгляд на фэнтези, объединяя супергероику к оккультизмом, магией и древними технологиями. Другая известная кинофраншиза «Сумерки» переосмыслила образ вампиров, представив их в положительном образе и как источник любовного интереса.
В России в 2000-х самыми известными отечественными фэнтезийными лентами стали «Ночной Дозор» (2004) и его сиквел «Дневной Дозор» режиссёра Тимура Бекмамбетова. Также большой популярностью пользовались фильм и сериал в жанре славянского фэнтези о похождениях воина Волкодава. Успешной также стала фантастическая комедия «Хоттабыч» о похождениях древнего джина в исполнении Толоконникова в современной Москве.
В 2000-е годы также вышли успешные анимационные ленты. Культовой классикой был признан сериал «Аватар: Легенда об Аанге» (2005—2008), изображающий фантастический мир, вдохновлённый дальним востоком и его мифологией. Особым успехом пользовались картины Хаяо Миядзаки «Унесённые Призраками», повествующая о девочке, попавшей в мир духов или «Ходящий замок Хаула» (2006). Успешным стал мультфильм «Шрек» (2001), представляющий собой сатиру на традиционные западные сказки. Дисней и Dreamworks также выпустили в это время множество высокобюджетных фантастических эпических лент, например «Атлантида: Затерянный мир» (2001), «Похождения императора» (2000), «Планета сокровищ» (2002), «Дорога на Эльдорадо» (2000), «Синдбад: Легенда семи морей» (2003). Однако эти мультфильмы при своём высоком бюджете плохо или вовсе не окупались. В 2000-е и 2010-е года в жанре фэнтези и мистики вышло множество успешных кукольных мультфильмов, в частности «Труп Невесты» (2005), «Коралина в Стране Кошмаров» (2009), «Паранорман» (2012), Кубо. Легенда о самурае (2016).

### 2010-е годы — наше время
К 2010-м годам интерес к фэнтези угас в сравнение с 2000-ми, а самые высокобюджетные фэнтези-ленты — это сиквелы и продолжения кинофраншиз из 2000-х, например трилогии «Хоббита» или «Фантастические Твари». Хотя на этом фоне выделялись несколько успешных оригинальных релизов, например «Малифесента» (2014), где главной героиней становится сказочная злодейка, «Форма воды», повествующая о любви женщины и твари из лагуны или «Жизнь Пи» (2012) — фильм о выживании героя с тигром посреди океана с элементами мистики. Фэнтези находит себя в нише переживающей своё возрождение супергероике в кинематографе. Многие самые кассовые кино-фэнтези, это фильмы о супергероях. Хотя супергероика является также подвидом научной фантастики, некоторые ленты, такие как например «Тор» (2011), «Чудо Женщина» (2017), «Шазам!» (2019), «Аквамен» (2018) или «Доктор Стрэндж» (2016) посвящены магии и мифологии, в основном греческой или скандинавской.

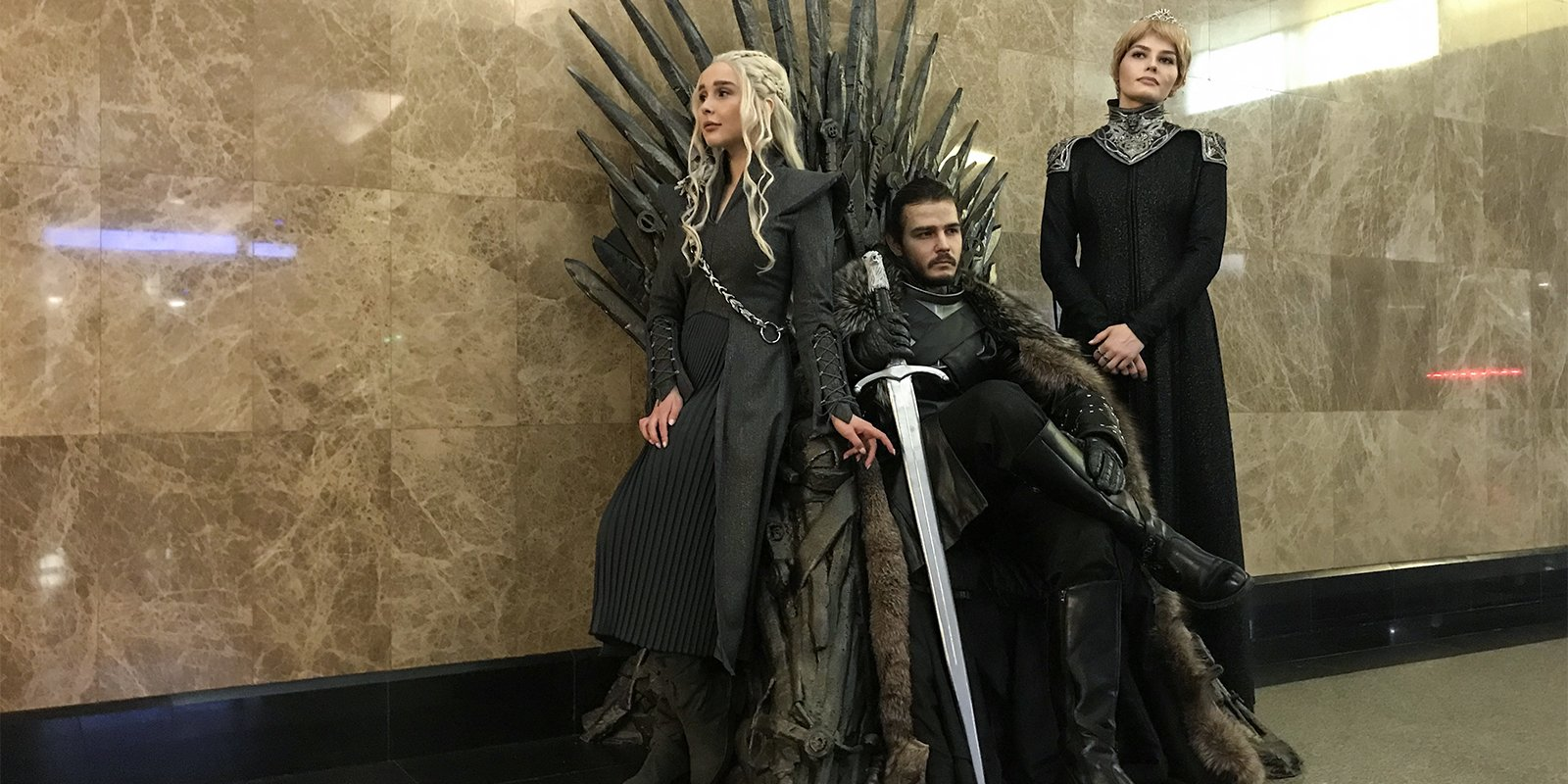
Макет Железного Трона из «Игры Престолов» и косплеи одних из ключевых героев

В 2010-е годы расцветает китайский фэнтези-жанр сянься, основанный на боевых искусствах, и китайской мифологии, в частности на даосистской концепции приобретения бессмертия через странствия и самосовершенствования. В таких фильмах и сериалах, чьё действие происходит в древнем Китае, герои сражаются с призраками, монстрами и демонами. Часто в таких историях присутствует любовная линия. Примеры таких лент — «Удушающая сладость» (2018) или «Неукротимый: Повелитель Чэньцин» (2019).
В России начиная с 2010-х отечественное фэнтези начало процветать в кинематографе, многие фильмы выпускались в иностранном прокате. Самая известная франшиза — серия фильмов-сказок «Последний богатырь», созданная в сотрудничестве с Disney. Другие успешные ленты — «Он — Дракон», о похищении девушки драконом, «Эбигейл» (2019) о заговоре со стороны магов или «Скиф» (2018) о древних скифах и славянских богах.
Успешные фэнтезийные ленты выпускает Pixar например «Головоломку» (2015) или «Тайну Коко» (2017) или Disney — «Рапунцель» (2011), «Холодное сердце» (2013), «Моана» (2016), «Энканто» (2021), «Райя и последний дракон» (2021). Dreamworks в 2010 году положила начало франшизе «Как приручить дракона» о викингах и драконах. В 2010-е и 2020-е года Disney организует конвейерный выпуск фильмов-ремейков своих успешных мультфильмов из XX века с участием живых актёров.
С 2011 по 2019 года выходил фэнтезийный сериал «Игра Престолов», став самым значимым сериалом 2010-х годов и самой влиятельной фэнтези-франшизой со времён «Властелина Колец» и «Гарри Поттера». Хотя в сериале фантастическим элементам уделено меньше экранного времени, чем в тех же «Властелинах Колец», он подкупал сложной историей, серой моралью, внезапными сюжетными поворотами и многолетним развитием ключевых персонажей. «Игра престолов» изменила отношение к сериалам, прежде считающимся нишевыми продуктами и заложила тренд на выпуск высокобюджетных фантастических сериалов. К началу 2020-х главные стриминговые сервисы начали конвейерный выпуск оригинальных фэнтезийных сериалов. Так в 2019, 2021 и 2022-х годах Amazon выпустила сериалы «Карнивал Роу», «Колесо Времени» и «Властелин колец: Кольца власти». На стриминговом сервисе Netflix вышли такие популярные сериалы, как «Проклятая» (2020), «Тень и Кость» (2021), «Ведьмак» (2019), «Уэнздей» (2023), « Песочный человек» (2022) и другие. Часто эти сериалы являются экранизациями фантастических романов. HBO В 2022 году также начала выпуск приквела Игры Престолов — «Дом Дракона».